# Svealand

Sverigekarta med Svealand markerat.

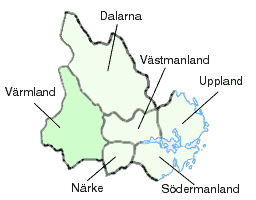
De landskap som ingår i Svealand.

Svealand är den mellersta av Sveriges tre landsdelar, och består av landskapen Dalarna, Närke, Södermanland, Uppland, Värmland och Västmanland. Landsdelen omfattar totalt 96 kommuner (2010-12-16).
Svealand har en area på 80 846 km². Den fastboende befolkningen utgörs av 4 268 504 invånare (2021).
Liksom de andra landsdelarna (Götaland och Norrland) saknar Svealand egen administrativ betydelse, men begreppet används dagligen, till exempel i väderleksrapporterna. Då sker ofta ytterligare uppdelning i nordvästra, sydvästra och östra Svealand.

## Tidigare definitioner
Idre och Särna har räknats till Svealand alltsedan dessa områden införlivades med Dalarna på 1600-talet. Värmland räknades fram till 1815 som en del av Götaland, men flytt från Göta hovrätts domkrets till Svea hovrätts ledde till att man började uppfatta Värmland som en del av Svealand. Tidvis har även Gästrikland räknats till Svealand.